# Albersdorf (Holstein)
Albersdorf ist eine Gemeinde im Osten des Kreises Dithmarschen in Schleswig-Holstein. Sie ist ein staatlich anerkannter Tourismusort in Schleswig-Holstein.

## Geografie

### Geografische Lage
Das Gemeindegebiet von Albersdorf erstreckt sich im Naturraum der Heide-Itzehoer Geest östlich des Zusammenflusses der Bäche Moorbek und Gieselau Westerau zur Gieselau. Ein Stückchen früher mündet, an der nördlichen Gemeindegrenze, die Bellerbek in die Westerau Gieselau.

### Ortsteile
Die Gemeinde Albersdorf umfasst siedlungsstrukturell mehrere benannte Ansiedlungen (behördlich als Wohnplätze bezeichnet). Neben dem namenstiftenden Hauptort befinden sich auch die Häusergruppen Hogen Haid und Schlaa, die Hof bzw. Höfesiedlungen Brahmkamp, Burwisch und Vierthof, sowie das Streusiedlungsgebiet Albersdorferfeld im Gemeindegebiet.

### Nachbargemeinden
Angrenzende Gemeindegebiete von Albersdorf sind (im Uhrzeigersinn im Norden beginnend):
Arkebek, Bunsoh und Wennbüttel (alle im Kreis Dithmarschen), Beldorf und Bornholt (beide im Kreis Rendsburg-Eckernförde) sowie Schafstedt, Tensbüttel-Röst und Odderade (alle wiederum im Kreis Dithmarschen).

### Geologie
Das Gemeindegebiet ist geprägt durch kupiertes Gelände einer Abfolge von Altmoränen, die während des Saale-Komplexes von den Gletschern des Fennoskandischen Eisschilds hier abgelagert wurden. Die Geologische Karte weist für diesen Bereich eine Wichtige Gletscherrandlage in jener Zeit aus.

## Geschichte
Zahlreiche Grabstätten aus der Jungsteinzeit und Bronzezeit weisen auf eine frühe Besiedlung dieses Raums hin.
Der Ort Albersdorf wurde als „Aluerdesdorpe“ 1281 erstmals urkundlich erwähnt. Der Name steht für „Dorf des Athhal- oder Altwart“, welches Bezug auf den Wart oder Hüter eines vornehmen Geschlechtes nimmt. Das Geschlecht der Wollersen hatte hier einen ihrer Hauptsitze.
Albersdorf war eine frühe Hochburg des Nationalsozialismus. Die NSDAP erhielt bei der Reichstagswahl im Juli 1932 in Albersdorf 73,5 Prozent der Stimmen. Bei der Reichstagswahl im März 1933 stimmten im Kirchspiel Albersdorf 87,8 % für die NSDAP, 8,2 % für die DNVP, 1,6 % für die SPD und 1,0 % für die KPD bei einer Wahlbeteiligung von 91,6 %. Am 29. März 1933 wurde Adolf Hitler einstimmig zum Ehrenbürger von Albersdorf ernannt. Einer Touristin war bei Recherchen aufgefallen, dass Hitler die Ehrenbürgerwürde nicht aberkannt worden war. Diese wurde erst am 21. September 2009 aufgehoben – ebenso einstimmig.
Von 1925 bis 1932 war der spätere Vertreter der Bekennenden Kirche, Hans Asmussen, Pastor in Albersdorf. 1929 wurde er Zeitzeuge der Auswirkungen der Blutnacht von Wöhrden: Adolf Hitler reiste nach Albersdorf zur Trauerfeier eines der gestorbenen SA-Männer, zu der 5000 Menschen erschienen, darunter große Abordnungen von NSDAP und SA. 1932 wechselte Asmussen, resigniert vom Erfolg der NSDAP in Albersdorf, nach Altona.
Am 1. April 1934 wurde die Kirchspielslandgemeinde Albersdorf aufgelöst. Alle ihre Dorfschaften, Dorfgemeinden und Bauerschaften sind zu selbständigen Gemeinden/Landgemeinden geworden, so auch ihr Hauptort Albersdorf.
Von 1963 bis 2007 war Albersdorf eine Garnison der Bundeswehr in Schleswig-Holstein. Die Liegenschaft am Schrumer Weg 2 wurde in den Jahren von 1960 bis 1963 neu errichtet und bereits im Laufe des Jahres 1963 bezogen. 1964 erhielt sie den Namen Dithmarsen-Kaserne. Ende 2007 verließen die letzten Soldaten den Ort, jedoch blieben 20 zivile Dienstposten der so genannten Geländebetreuung des zuständigen Bundeswehr-Dienstleistungszentrums (BwDLZ) Itzehoe vor Ort erhalten. Entsprechend dem Stationierungskonzept von 2011 werden diese Dienstposten im Rahmen der Reduzierung der Bundeswehr halbiert und die Verantwortung für die Mitarbeiter am Schrumer Weg 1 geht ans BwDLZ Plön über. Da die Anzahl der Dienstposten unter 15 sinkt, spricht die Bundeswehr künftig nicht mehr von einem Standort.
In einer kleinen Anlage am Bahnhof (Lage) wurden vier Findlinge mit den Wappen von ehemaligen Einheiten aufgestellt: ABC/Abwehrkompanie 6, zweimal Feld/Beobachtungsartillerie Bataillon 61 (einmal farbig, einmal aus Metall), Albersdorf (ABC-Abwehrbataillon 610).
Unter dem Namen Dithmarsenpark finden Investoren seit 2008 auf dem ehemaligen Kasernengelände die notwendige Infrastruktur zur Ansiedlung von Gewerbe.

## Politik

### Gemeindevertretung
Bei der Kommunalwahl am 14. Mai 2023 wurden insgesamt 20 Sitze vergeben. Von diesen erhielt die CDU acht Sitze, die SPD und das Albersdorfer Bürger Bündnis jeweils vier Sitze und die Unabhängige Wählergemeinschaft Albersdorf und die FDP jeweils zwei Sitze.

### Bürgermeister
Bürgermeister ist Günther Abraham (SPD). Er folgte auf den zurückgetretenen Heribert Heinecke (CDU).

### Wappen
Blasonierung: „In Grün unter einem aus drei Tragsteinen und einer Deckplatte bestehenden silbernen Steingrab schräg gekreuzt eine goldene Ähre und ein aufrechtes goldenes Schwert.“

## Kultur und Sehenswürdigkeiten

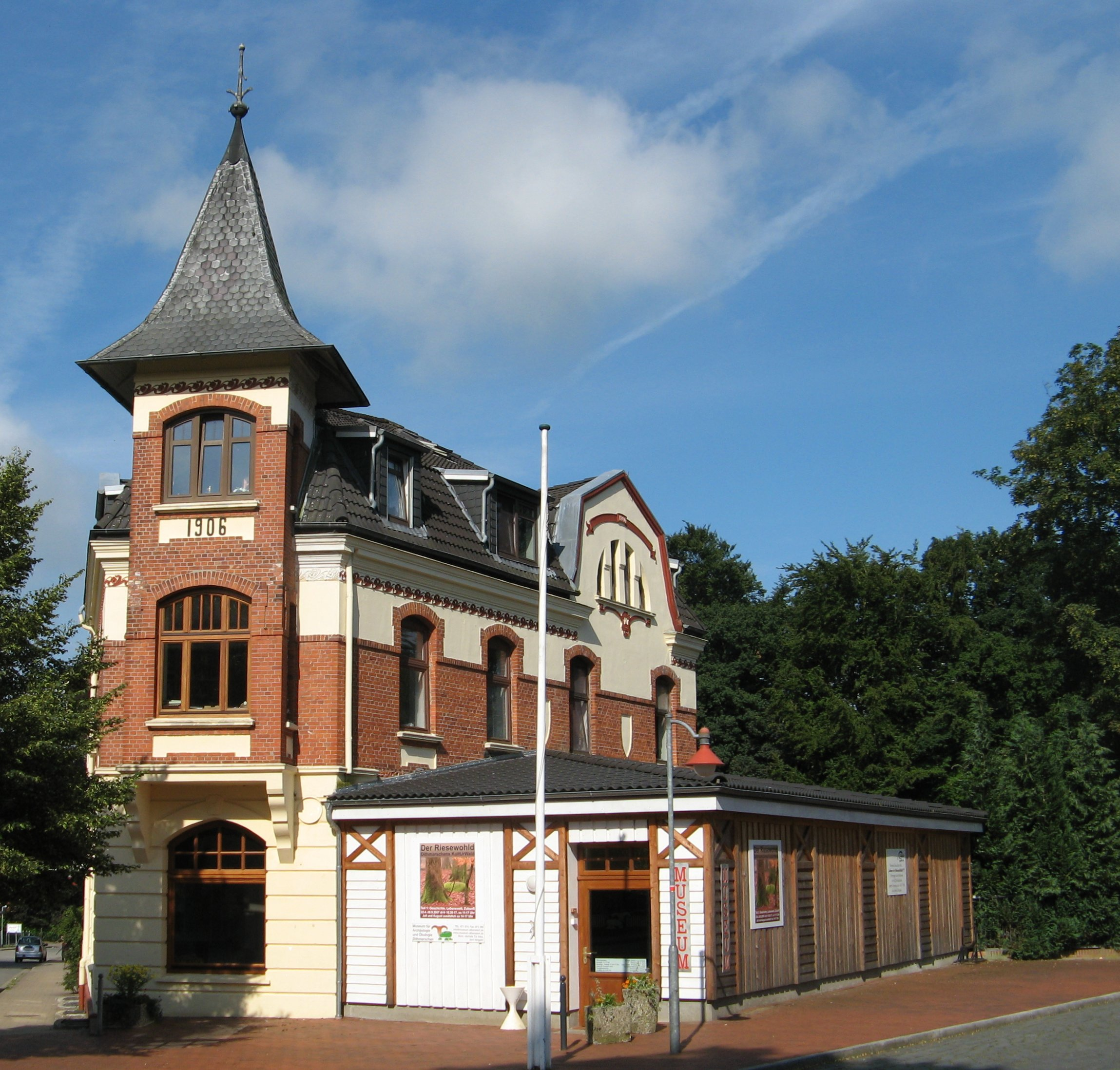
Ehemaliges Museum für Archäologie und Ökologie Dithmarschen in Albersdorf

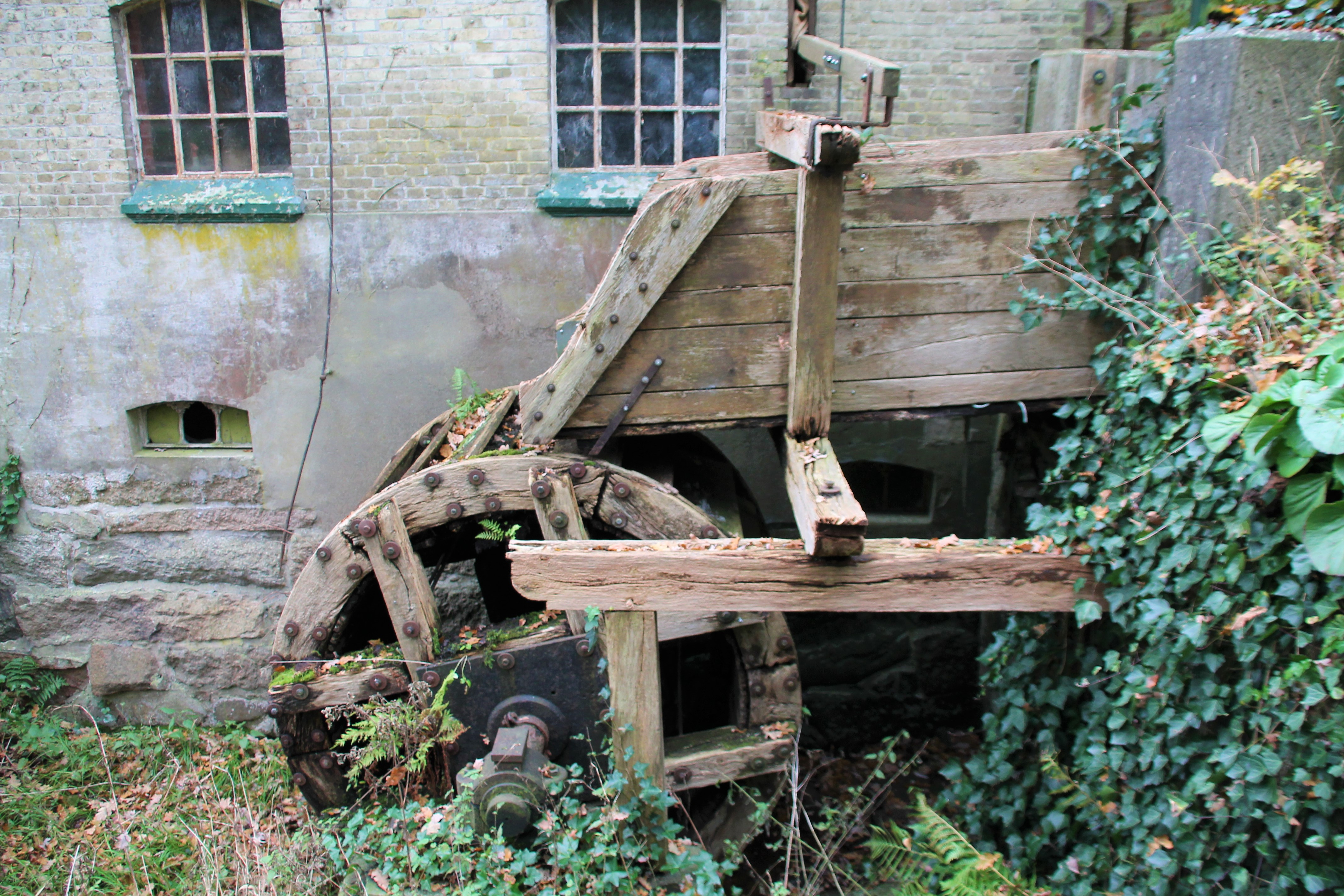
Wassermühle am Mühlenteich in Albersdorf

In der Liste der Kulturdenkmale in Albersdorf (Holstein) stehen die in der Denkmalliste des Landes Schleswig-Holstein eingetragenen Kulturdenkmale.
Auf dem Kapellenplatz hat Gunter Demnig am 18. August 2011 einen Stolperstein zur Erinnerung an Erwin Rehn installiert.
In einem Ehrenhain gibt es Gedenkstätten für die Gefallenen folgender Kriege:
1. Schleswig-Holsteinische Erhebung
2. Deutsch-Französischer Krieg
3. Erster Weltkrieg
4. Zweiter Weltkrieg

Weitere Gedenksteine im Gedenken für Bismarck, Hindenburg, den Friedensschluss 1871 und das 333. Infanterie-Regiment angelegt.
Südlich der Dorflage befinden sich ein das Freilichtmuseum und ein Ausstellungshaus zur Archäologie und Umweltgeschichte im 40 Hektar umfassenden Steinzeitpark Dithmarschen. In Erinnerung an die steinzeitlichen Besiedlung dieses Raums versucht man hier, eine jungsteinzeitliche Kulturlandschaft nachzugestalten.
Bei einem Spaziergang entlang des Mühlenteichs wird die denkmalgeschützten Wassermühle erreicht. Vom 21 m hohen Aussichtsturm Kaiserberg besteht gute Aussicht über Albersdorf und die Dithmarscher Geest.
In Albersdorf wird seit über 100 Jahren traditionell das Pfingstvolksfest gefeiert. Dieses Fest führt regelmäßig Tausende von Besuchern über das Pfingstwochenende in den Luftkurort und ist in ganz Schleswig-Holstein bekannt. Während des Festes feiert seit über 25 Jahren auch die Landjugend Albersdorf. Die sogenannte Pfingstfete Albersdorf ist weit über die Landesgrenzen hinaus bekannt und lockt Besucher aus ganz Norddeutschland an. Jedes Jahr treffen sich hier über 10.000 Menschen, um einen Nachmittag und eine Nacht ausgelassen zu feiern.

## Wirtschaft und Infrastruktur

### Öffentliche Einrichtungen
In der Gemeinde Albersdorf befindet sich ein Teil der Verwaltung des Amtes Mitteldithmarschen. Im alten Amtsverwaltungsgebäude in der Bahnhofstraße untergebracht ist ein Bürgerbüro.

### Bildung
In Albersdorf gibt es eine Grundschule (Wulf-Isebrand-Schule), eine Förderschule (Carsten-Niebuhr-Schule) und eine Gemeinschaftsschule (Gemeinschaftsschule am Brutkamp). Auch die Umlandgemeinden Bunsoh und Schafstedt haben eine Grundschule in ihrem jeweiligen Ort. 1906 wurde in Albersdorf eine der ersten Heimvolkshochschulen Deutschlands gegründet, die noch heute besteht.

Steinzeitdorf im Steinzeitpark Albersdorf

### Tourismus
Albersdorf wurde nach 1881 durch seine stark eisenhaltige Quelle bekannt, die nahe der alten Wassermühle entdeckt worden war. Die „Stahlquelle“ verhieß heilende Wirkungen gegen Blutarmut und Bleichsucht, Magen- und Lebererkrankungen, ja sogar gegen Hysterie und andere Nervenleiden. Bald setzte ein regelrechter Ansturm auf das Wunderwasser ein. 1887 entstanden ein Kurhaus mit Badebetrieb und Trinkpavillon, Pensionen und Restaurationsbetriebe. Ein Schwimmbad im nahe gelegenen Mühlenteich kam hinzu. Albersdorf avancierte eine Zeitlang zum gefragten Heilkurort.
Heute gehört der Luftkurort Albersdorf zu den beliebtesten Ausflugsorten in Dithmarschen. Durch weiträumige Wälder und die Nähe zur Nordsee bietet Albersdorf ein gesundes Klima. In der Ortsmitte liegt der Kurpark mit Freilichtbühne (2000 Sitzplätze). Das waldreiche Umland lädt mit gekennzeichneten Wegen zum Wandern und Radfahren ein. Besondere Attraktionen sind das beheizte Freibad mit der 77-Meter-Wasserrutsche, das Museum für Archäologie und Ökologie Dithmarschen, das Archäologisch-Ökologische Zentrum Albersdorf mit einer ca. 40 Hektar großen Parkfläche auf der seit 1997 eine urgeschichtliche Kulturlandschaft der Zeit um 3.000 v. Chr. rekonstruiert wird und der Naturerlebnisraum Gieselautal.

### Kirchen

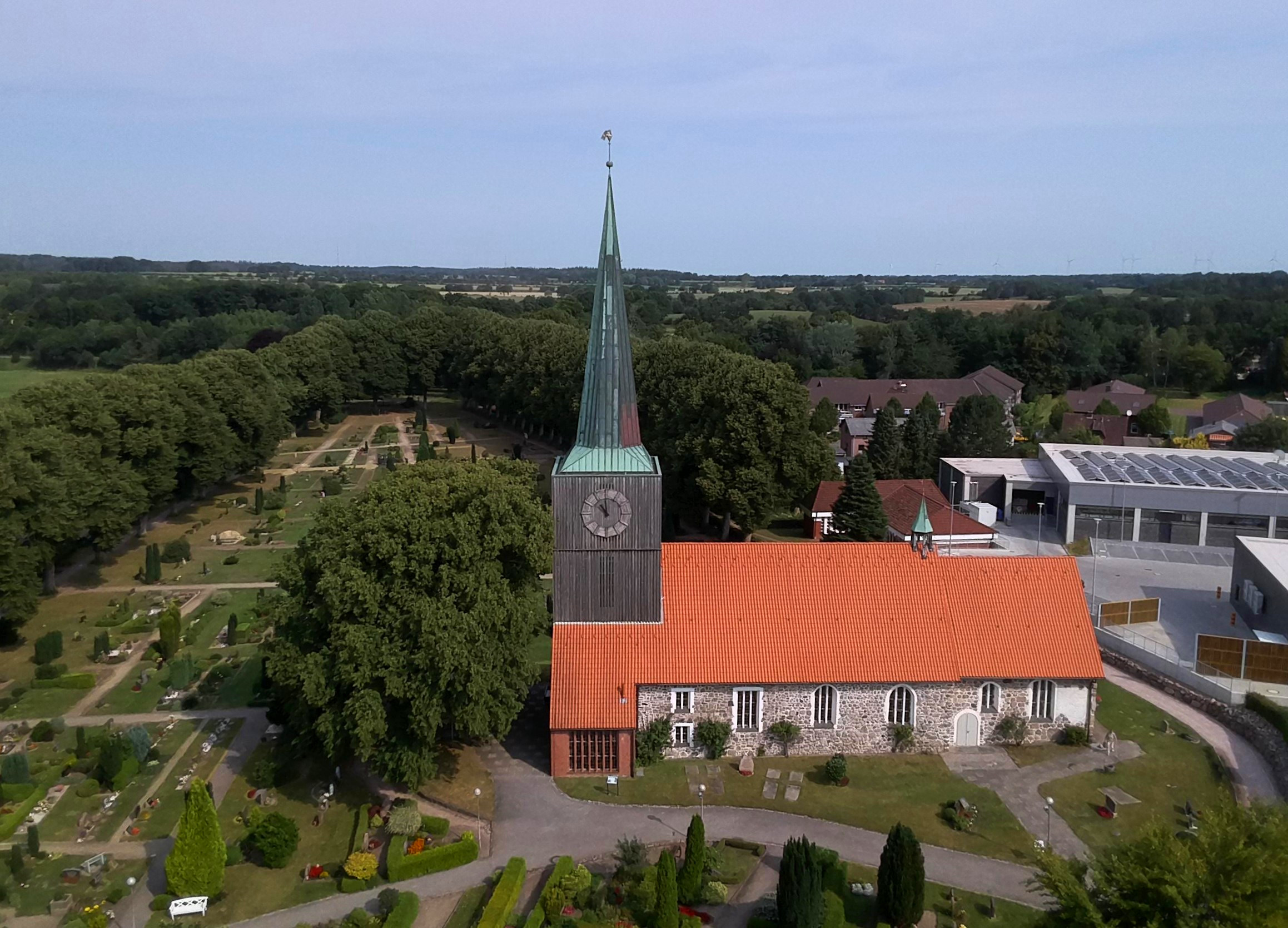
St.-Remigius-Kirche in Albersdorf

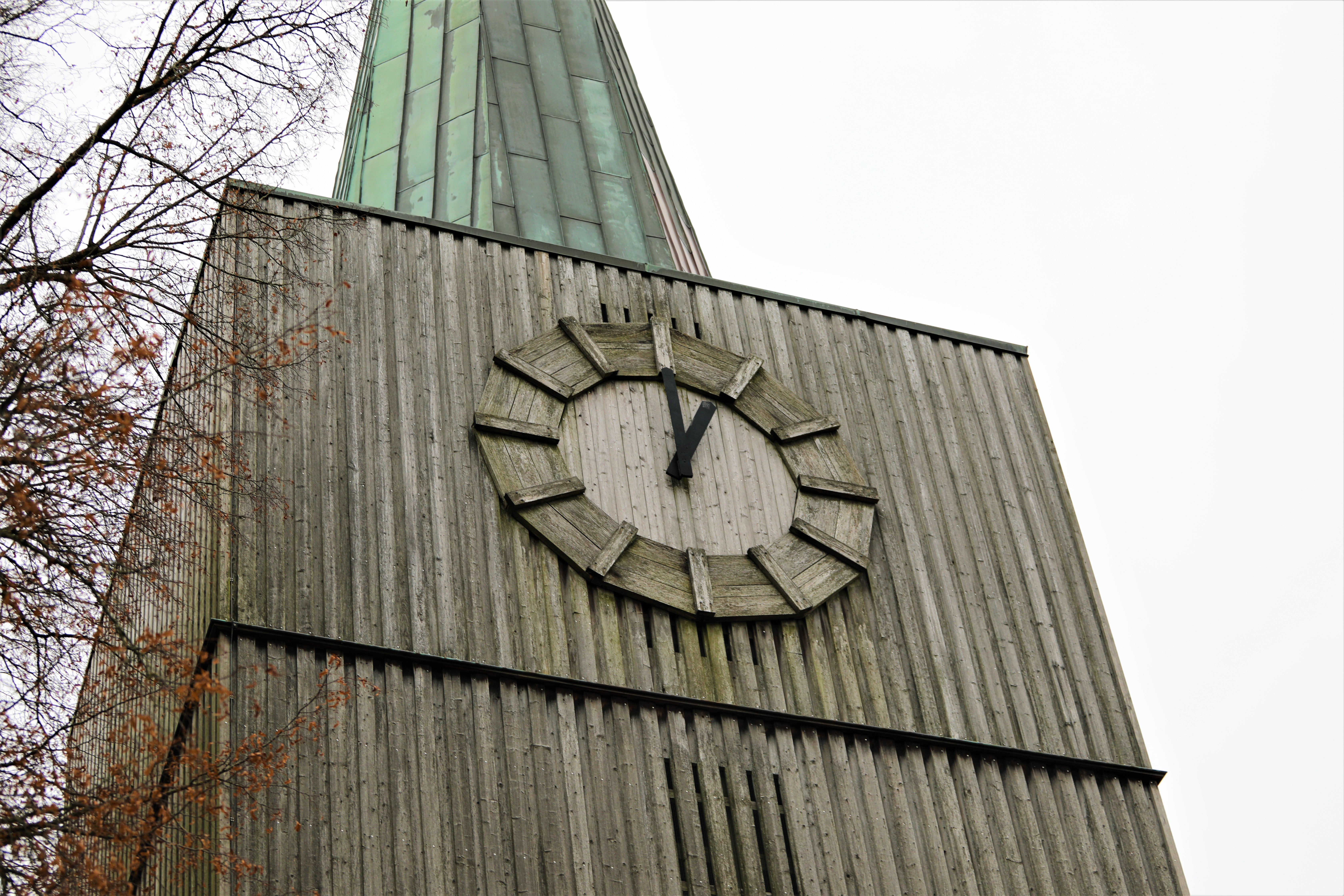
Kirchturm mit Holzziffernblatt der St.-Remigius-Kirche in Albersdorf

Zu Albersdorf gehört die evangelisch-lutherische Kirche St. Remigius mit einer Kapelle in Schafstedt als Filialkirche.
Die St.-Remigius-Kirche stammt aus dem 12./13. Jahrhundert. Die Feldsteinkirche im romanischen Stil ist nach dem Heiligen Remigius benannt, dem ehemaligen Bischof der Stadt Reims im heutigen Frankreich. Im Lauf der Jahrhunderte kam es zu einer Vielzahl von Umbauten, worauf heute noch die unterschiedlichen Baumaterialien und die Art ihrer Verarbeitung hinweisen. Ursache dafür sind unter anderem zwei große Brände im Jahr 1594 und 1866 und eine Renovierung der Kirche im Jahr 1963.
Heute sticht vor allem der mit Holz ummantelte, neugotische Turm des 19. Jahrhunderts ins Auge. Eine Besonderheit dessen ist zudem die große Kirchenuhr mit Ziffernblatt aus Holz, da sie im Raum Schleswig-Holstein die einzige ihrer Art ist. Außen, entlang der alten Feldsteinmauer befinden sich etliche Grabsteine aus dem 17. bis 19. Jahrhundert. Zum Inventar der Kirche gehören die um 1621 geschnitzte Kanzel des Rendsburgers Hans Peper und der um 1645 vermutlich von Jürgen Heitmann dem Älteren erbauten Altar. Der wohl älteste Besitz der Kirche ist das reich verzierte, spätgotische Taufbecken aus Bronze aus dem Jahr 1470.
Die Ev.-Luth. Kirchengemeinde Albersdorf gehört zum Kirchenkreis Dithmarschen und ist somit Teil der Evangelisch-Lutherischen Kirche in Norddeutschland.

### Verkehr
Albersdorf liegt an der Bahnstrecke Neumünster–Heide. An dem heute eingleisigen Haltepunkt besteht über die Regionalbahnlinie 63, die von der der Nordbahn betrieben wird, alle zwei Stunden ein Anschluss nach Büsum über Heide oder nach Neumünster über Hohenwestedt. Hierzu werden die Züge ab Heide über die Bahnstrecke Heide–Büsum durchgebunden. Die ehemals von der Bundeswehr genutzten Gütergleise in Albersdorf wurden nach jahrelanger Nichtnutzung im Sommer 2015 zurückgebaut.
An der Bundesautobahn 23 von Hamburg nach Heide hat Albersdorf eine gleichnamige Anschlussstelle (Nummer 4), 70 Kilometer nördlich von Hamburg. Früher führte auch die Bundesstraße 204 durch Albersdorf.
Der Nord-Ostsee-Kanal grenzt an das südliche Gemeindegebiet.

## Söhne und Töchter des Ortes
- Theodor Paulsen (1839–1921), Theologe und Schulgründer
- Joachim Tietjens (1852–1916), Bildhauer
- Heinz-Peter Mielke (* 1947), Historiker und Museumsleiter
- Günter-Peter Ploog (1948–2016), Sportjournalist und TV-Produzent